# Guanche (Tenerife)
Guanche es la denominación que reciben los primeros pobladores de la isla de Tenerife ―Canarias, España― que la habitaban antes de la conquista europea en el siglo XV, siendo uno de los pueblos aborígenes canarios entroncados genética y culturalmente con los bereberes del norte de África.
El término se ha extendido popularmente para designar también al resto de culturas aborígenes del archipiélago. Esto en parte se debió al hecho de ser la de Tenerife la cultura aborigen canaria más estudiada y difundida desde la conquista del archipiélago. [cita requerida]
Los guanches comenzaron a poblar la isla de Tenerife hacia el comienzo de la Era, adaptando su modo de vida al ámbito insular. Posteriormente se desarrollaron de manera prácticamente aislada desde la caída del imperio romano hasta el redescubrimiento del archipiélago canario por los navegantes europeos a principios del siglo XIV. La posterior conquista y colonización castellana a lo largo del siglo XV provocó la desaparición de su cultura, organización social y su lenguaje, así como el mestizaje de su población, cuyo bagaje genético sobrevive en los modernos habitantes de la isla.
Se organizaban en una sociedad de jefatura con distintas clases sociales y tenían la isla dividida en varias demarcaciones territoriales relativamente independientes entre sí. Poseían una cultura material basada en la realización de útiles de piedra, hueso y madera, debido a la inexistencia de metales en la isla, así como una cerámica hecha a mano sin torno. Habitaban en cuevas naturales y chozas de piedra seca, y vestían con pieles. Para su sustento se dedicaban principalmente a la ganadería de ovicápridos y cerdos, actividad que complementaban con una agricultura básica de cereales y legumbres, el marisqueo y la recolección de productos silvestres.
En cuanto a sus creencias, adoraban a los astros y a un Ser Supremo creador y sustentador del mundo que habitaba en el cielo, y creían también en fuerzas negativas que asociaban con la actividad volcánica de la isla. Realizaban ofrendas a la divinidad en forma de libaciones en altares labrados en la piedra y rituales propiciatorios de lluvia, entre otros. Poseían además culto a los ancestros, destacando la práctica de la momificación de los cuerpos.
Hablaban una variedad insular de las lenguas guanches. No poseían escritura desarrollada, expresándose a través de grabados rupestres con motivos sobre todo geométricos y figurativos, si bien existen muestras de grabados alfabéticos de escritura líbico-bereber.

## Etnónimo y nombre de la isla
El término guanche para designar a los antiguos pobladores de Tenerife aparece ya en documentos oficiales desde los primeros momentos de la colonización.
Tradicionalmente se ha considerado que el término era el modo en el que los aborígenes se referían a sí mismos, si bien los primeros historiadores como Fray Alonso de Espinosa o Juan de Abréu Galindo indican en sus obras que «los naturales de esta isla, que llamamos guanches» y «á los naturales llamaban Bincheni» respectivamente. José de Viera y Clavijo también apunta a que guanche era el término «con que los españoles distinguieron los naturales de esta isla», y que era la forma aborigen sincopada de Guanchinerfe u 'hombre de Chinerfe' −Tenerife−.
Por su parte, el historiador Tomás Arias Marín de Cubas hace provenir la voz guanche de «Gucancha que significa perro».
La mayoría de los historiadores dan como traducción «hombre o habitante de Achinech −Tenerife−» Así, Juan Núñez de la Peña indica que «los habitantes de esta dicha Isla de Tenerife se llamaban Guanchinet, que los españoles corrompieron el nombre en Guanche, que quería decir, natural de Thenerife, porque en su lengua Guan, quiere decir persona, y Chinet lo mismo que Thenerife, así juntas las dos dicciones, dice hombre de Thenerife».
Para el filólogo Ignacio Reyes el término es genuinamente aborigen, traduciéndolo como «el/los de Achinech» desde una forma primaria wa-n-Šen, siendo la variante bincheni −wi-n-Šen− de Abréu la forma plural del término. De hecho, ésta puede derivarse con ortografía uincheni ya que v y u se confunden en numerosos manuscritos antiguos, a la que se ha añadido un plural en i, quizás por influencia latina (o italiana). La mayoría de sustantivos latinos masculinos hacen el plural en i. Uinche (plural de uinchen/i). La «g» inicial es por añadidura (obsérvese en inglés winch>español canario coloquial «güinche». El paso de -in a -en y luego a -an es explicable lingüísticamente.
El también filólogo Juan Álvarez Delgado coincide en que guanche o wan-chen es la forma singular, y wincheni la plural, con el sentido de «el de ésta», 'los de ésta'.
Otra hipótesis minoritaria hace provenir la voz guanche del francés antiguo guinchet, argumentando que fue el nombre con el que los conquistadores normandos se referían no sólo a los aborígenes de Tenerife, sino de toda Canarias. Según esta hipótesis, guanche no sería un término nativo, sino extranjero, y estaría relacionada con la primera etapa de la conquista de las islas llevada a cabo por franco-normandos.
En cuanto al nombre que daban los guanches a la isla, Espinosa apunta que «en su lenguaje antiguo la llamaron Achinech», mientras que Abréu Galindo dice que «esta isla de Tenerife se llamaba en su común hablar Chineche». El ingeniero Leonardo Torriani da la variante Chinechi y Juan Núñez de la Peña Chinet o Chinec.
Para Ignacio Reyes la forma primitiva sería (w)a-zenzen con el valor de 'resonancia, zumbido, retumbo', mientras que Álvarez Delgado indica que Achinech −at-ti-ney− es «una expresión cariñosa o afectiva» que traduce como «he aquí la mía» o «la mía», «mi tierra».

## Orígenes de la población
Las dataciones más antiguas para el poblamiento de Tenerife obtenidas en yacimientos arqueológicos de Icod de los Vinos −Cueva de los Guanches− sitúan la llegada de los primeros pobladores en torno al siglo VI a. C.
Fray Alonso de Espinosa recoge en su obra confeccionada a finales del siglo XVI una tradición que tomó de los descendientes de los guanches:

Los naturales guanches viejos dicen que tienen noticia de inmemorable tiempo, que vinieron a esta isla sesenta personas, mas no saben de dónde, y se juntaron y hicieron su habitación junto a Icod, que es un lugar desta isla, y el lugar de su morada llamaban en su lengua Alzanxiquian abcanahac xerac, que quiere decir: 'Lugar del ayuntamiento del hijo del grande'.

Estas poblaciones estaban entroncadas con los antiguos bereberes del norte de África. Un 55% de los linajes aborígenes tienen sus homólogos más cercanos en el Magreb. Sin embargo, estos no incluyen al haplogrupo U6b1, por lo que el origen concreto de los primeros pobladores sigue siendo una incógnita.
La colonización de las islas por norteafricanos se produjo probablemente en diversas migraciones, a las que contribuyó la desertización del Sáhara y el empuje de los establecimientos fenicios y romanos en el norte de África.[cita requerida]
Una evidencia de la procedencia norteafricana de los guanches es la toponimia, que muestra un claro parentesco con las lenguas bereberes. Muchos de los topónimos guanches son interpretables a partir del bereber continental. Usualmente en bereber los nombres y adjetivos masculinos empiezan por a- (a veces i- o u-), mientras que los nombres femeninos empiezan en t-.[cita requerida]
Aparte de la vecindad y del parecido físico de muchos habitantes de ambos pueblos y en el parecido de algunas costumbres, existen varias coincidencias como que los guanches no eran marinos, aunque eran pobladores de islas, ni tenían armas de largo alcance, como las tribus bereberes del norte de África.[cita requerida]
Un caso a destacar es cómo teniendo grandes bosques en las islas, no tenían ningún tipo de embarcación, simplemente en algunos casos excepcionales tenían balsas de zurrones. También siendo grandes guerreros no utilizaban ni tenían conocimiento del uso de las flechas. Pues todos estos acontecimientos también se repetían con los pueblos berberiscos fronterizos de las costa de África. Se cree que la invasión del archipiélago por los bereberes fue gracias a que fueron transportados por ribereños de otro pueblo, tal vez por los descendientes de las colonias tirias que en la Antigüedad se establecieron en las costas occidentales de Mauritania.[cita requerida]

## Características físicas
El fraile Espinosa da una descripción física de los guanches:

Es esta gente (los de la banda del Sur) de color algo tostada y morena, agora sea por traer este color de generación, agora sea por ser la tierra algo cálida y tostarlos el sol, por andar casi desnudos, como andaban. Mas los de la banda del Norte eran blancos, y las mujeres hermosas y rubias y de lindos cabellos.

Tras los estudios antropológicos modernos se suele englobar a los guanches en dos tipos según la tipología craneal: cromañoides, de cara ancha y robusta y cráneo alargado y estrecho, y mediterranoides, de caras altas y delicadas con cráneos cortos.
Los guanches presentaban un acusado dimorfismo sexual, siendo los hombres robustos con alturas comprendidas entre los 164 y 170 centímetros, y las mujeres entre 152 y 158 cm. Estas estaturas variaban en las conocidas como zonas de aislamiento −macizos montañosos de Anaga y Teno−, donde los hombres no superarían los 160 cm y las mujeres los 150, siendo en estos lugares menos marcada la diferencia sexual.
Las investigaciones suponen una esperanza de vida para los guanches de entre 30 y 45 años. Los miembros de la nobleza, con una mejor alimentación y menores esfuerzos físicos, podían alcanzar los 65 años.

## Demografía
Aunque no existen cifras exactas para el número de guanches que poblaban la isla antes de la conquista, las investigaciones al respecto apuntan una posible población total de entre 15 000 y 20 000 habitantes para el momento final de la cultura aborigen.
Dentro de la demografía guanche cabe destacar que los territorios del norte de la isla estaban más densamente poblados que los del sur, dadas sus mejores condiciones ambientales. Así, los primeros historiadores apuntan a que el rey de Taoro −el más poderoso de la isla ubicado en el fértil valle de La Orotava− «tenía seis mil hombres de pelea».
Tenerife era, junto a Gran Canaria, la isla más poblada a la llegada de los conquistadores en el siglo XV.

## Economía y subsistencia

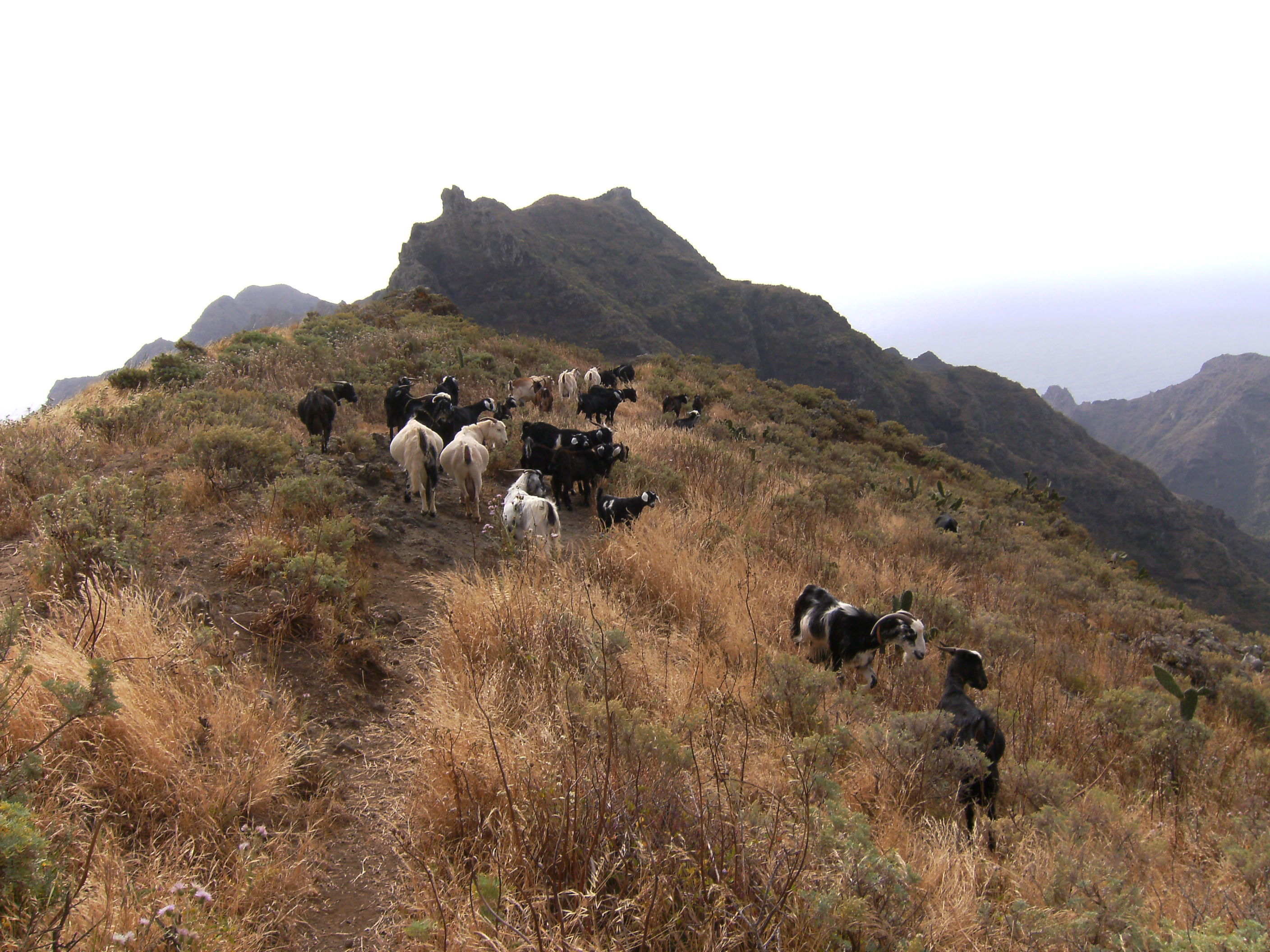
El pastoreo de cabras era la principal actividad económica del guanche.

La actividad principal del guanche era la ganadería. Su cabaña ganadera se componía principalmente de cabras y ovejas. Existían dos tipos de cabra: una de cornamenta cerrada y ubre pequeña, y otra de cornamenta abierta y ubre más voluminosa. La oveja por su parte, era de un tipo africano de pelo liso y cola lanuda.
Habían introducido también cerdos de tipo arcaico y perros de una raza de pequeño tamaño que llamaban cancha. En algunos yacimientos arqueológicos también han aparecido restos de gatos y erizos. Todos estos animales parecen haber formado parte también de la dieta aborigen.
Desarrollaban un pastoreo de trashumancia. Los pastores del sur de la isla desplazaban sus ganados constantemente por todo su territorio, mientras que los del norte llevaban a cabo una trashumancia estacional, trasladándose a la alta montaña en el entorno de Las Cañadas del Teide en verano y aprovechando los pastos de las zonas medias y costeras en invierno. Los habitantes de los macizos de Anaga y Teno, que constituían áreas de aislamiento, limitaban sus movimientos a las montañas de su entorno inmediato.
Del ganado además de carne −que consumían a medio asar sin acompañamiento− obtenían leche o ahof, con la cual hacían manteca, que denominaban oche, y queso.
La agricultura se desarrollaba de manera complementaria, siendo rudimentaria y de secano. Se cultivaban la cebada o tamo, el trigo o irichen y diversas legumbres —habas y guisantes— o hacichey. Con los cereales, una vez tostado y molido el grano, hacían gofio, también llamado por los guanches ahoren, que era consumido mezclado con agua, leche o manteca. Asimismo, con el trigo molido y cocido con leche y manteca hacían gachas.

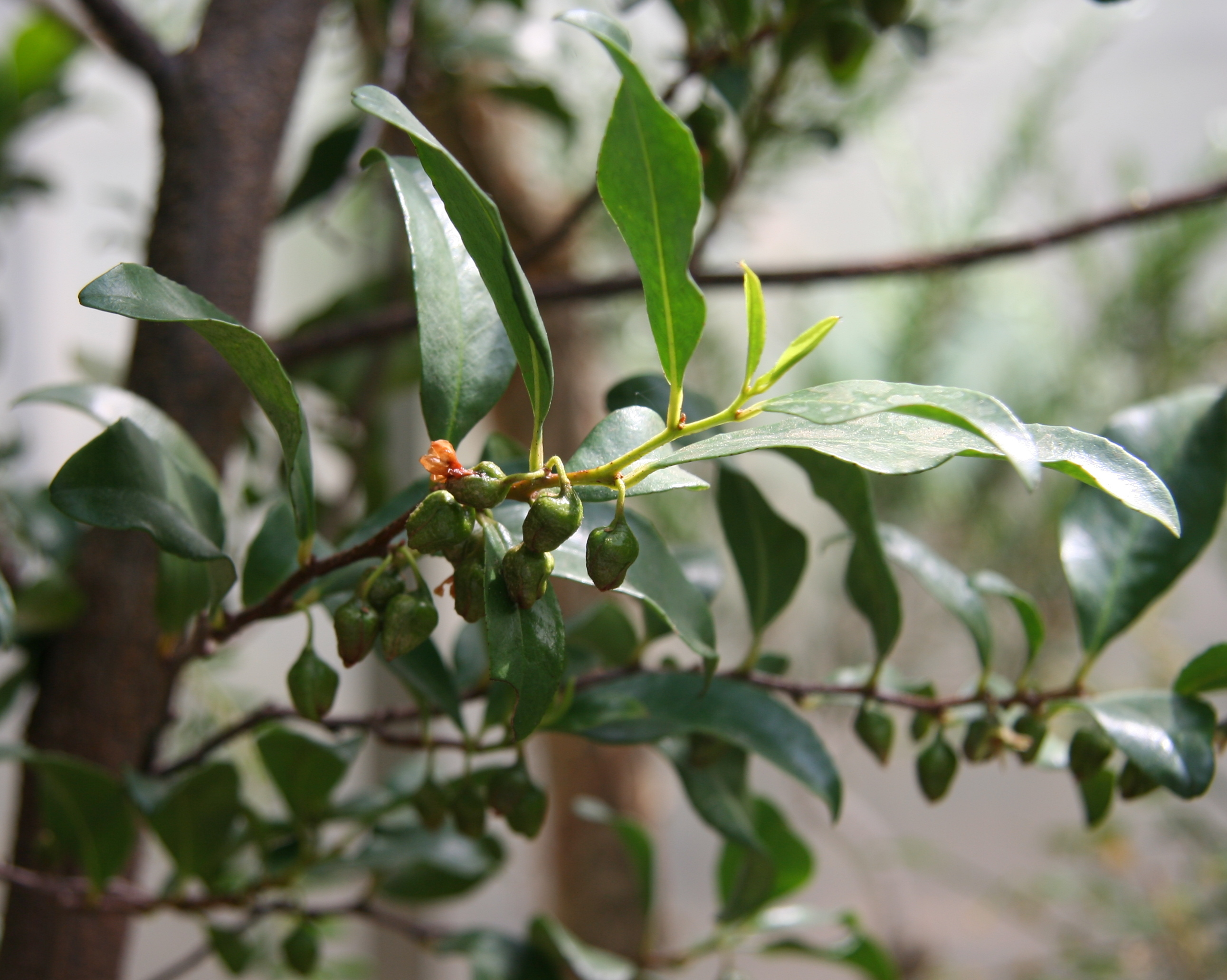
Los frutos del mocán o yoyas eran consumidos por los guanches, con los que además confeccionaban un jarabe medicinal denominado chacerquén.

La presencia de la agricultura era mayor en los territorios del norte de la isla, dadas sus mejores condiciones climáticas, donde existe la posibilidad de cultivos de regadío.
La tierra era propiedad del rey o mencey, quien la repartía en usufructo entre los miembros de la comunidad. Los huertos, de pequeña extensión, se situaban en áreas de medianías entre los 200 y 400 m s. n. m. en el dominio del bosque termófilo, donde existían mejores condiciones climáticas, y en las proximidades de las cuevas de habitación. Los sembrados eran protegidos de los animales por cercas de madera o piedra.
Los historiadores aportan la manera en que sembraban los guanches. Así, Espinosa dice que «...con unos cuernos de cabra o unas como palas de tea (…), cavaban o, por mejor decir, escarbaban la tierra, y sembraban su cebada. Esto hacía el varón, porque todo lo demás, hasta encerrarlo en los graneles o cuevas, era oficio de las mujeres», siendo la época de la cosecha entre julio y agosto.
La recolección de recursos naturales como frutos, semillas o raíces también constituía un importante complemento. Los frutos y bayas recolectadas eran bicácaros, higos, moras de zarza, frutos del madroño, la palmera canaria, la haya canaria y el mocán, siendo consumidos también los piñones de pino canario. Con los frutos del mocán o yoyas confeccionaban una especie de miel denominada chacerquen, utilizada como remedio medicinal para los problemas intestinales. Los rizomas de varias especies de helecho −Pteridium aquilinum, Pteris arguta y Pteris longifolia− servían también como alimento, realizándose gofio con ellos.

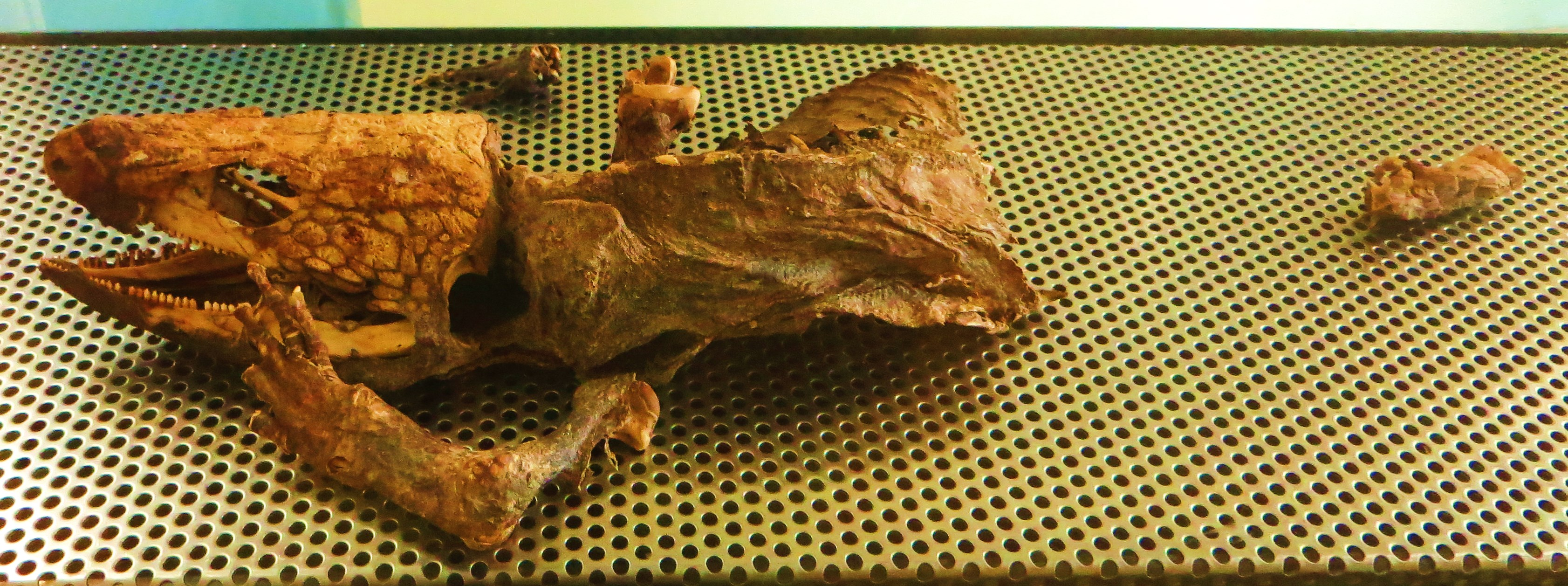
Restos momificados de Gallotia goliath, que formó parte de la dieta guanche.

Otros productos naturales explotados por los guanches eran la miel de colmenas silvestres y la sal marina.
El aprovechamiento de recursos marinos también constituía una práctica importante. Se mariscaban especies como las lapas, burgados, carnadillas, erizos o cangrejos, y se pescaba en la zona intermareal con anzuelos hechos de hueso.
La caza de distintos tipos de aves como las palomas Columba livia, C. junoniae y C. bollii, o las pardelas, así como la de lagartos y cerdos asilvestrados completaban el modo de subsistencia aborigen.

### Impacto sobre el ecosistema insular
La introducción por parte de los guanches de animales domésticos y plantas cambió la ecología de la isla, provocándose la extinción de algunas especies como el lagarto gigante y la rata gigante de Tenerife. Asimismo, la actividad ganadera y el aprovechamiento forestal de los guanches provocaron el retroceso de las formaciones de bosque termófilo.

## Hábitat

### Viviendas y asentamientos

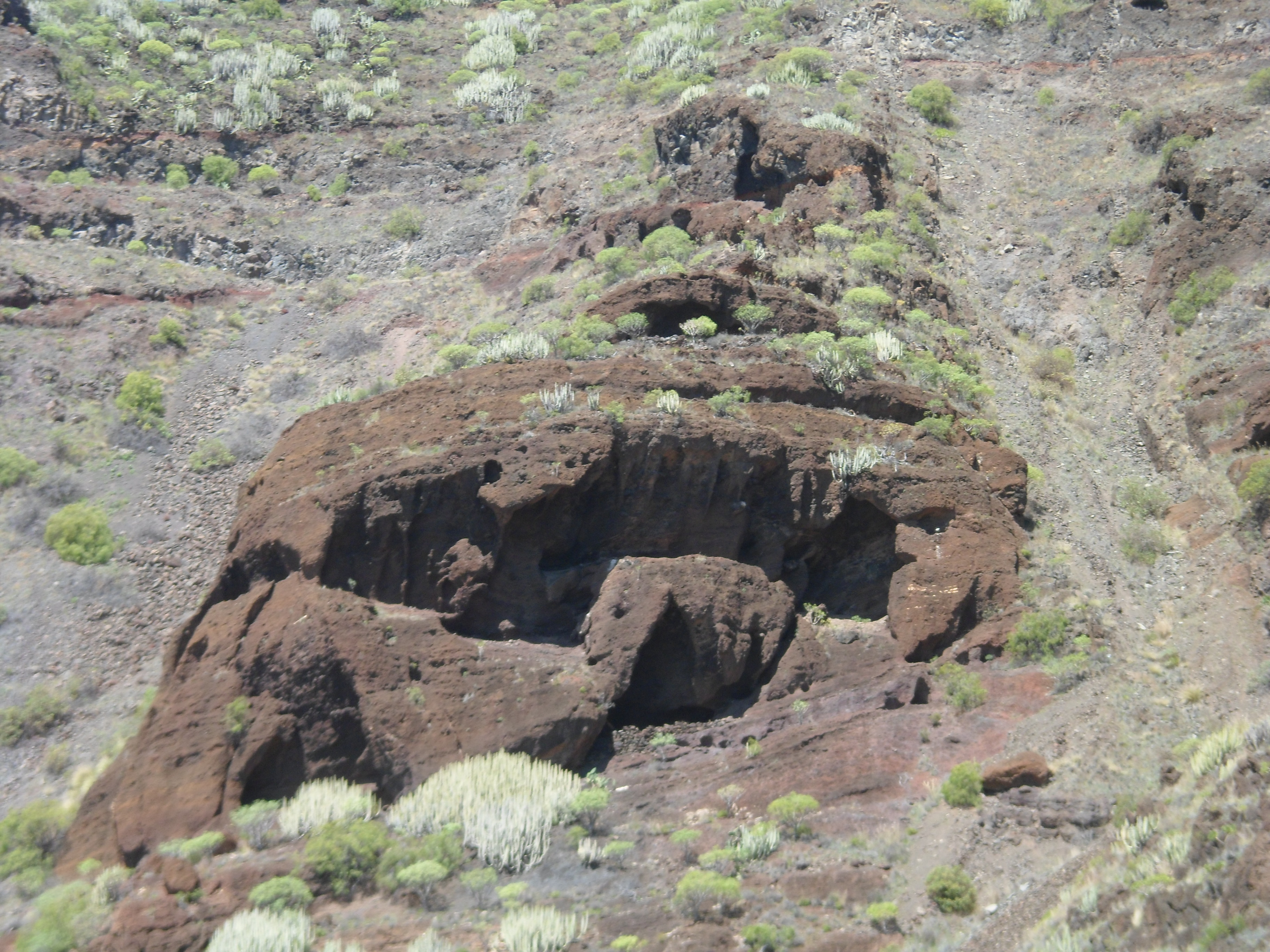
El guanche habitaba principalmente en cuevas naturales.

Los guanches poseían un hábitat principalmente troglodita. A este respecto, fray Espinosa indica que «su morada era comúnmente en cuevas que naturaleza crio, o en otras hechas a mano en piedra tosca, con muy buena orden labradas, y donde no habían cuevas hacían casas de piedra seca y paja encima...».
Como se ve, era mayoritario el uso de las cuevas naturales que abundan en la geografía insular, eligiendo con preferencia las situadas en las laderas de los barrancos y en los acantilados costeros.
Las cuevas de habitación eran acondicionadas con muros de cerramiento de piedra seca. En cuanto a la disposición de la habitación, se reservaba la parte más externa y mejor iluminada como cocina, donde se hallaban el hogar, los utensilios necesarios como molinos y vasijas, así como recipientes con agua. La parte más protegida y oscura se destinaba a dormitorio, confeccionándose las camas con tres muros de piedra apoyados contra la pared de la cueva. El interior se rellenaba con lapilli, gravilla o arena sobre el que se extendía una capa de material vegetal y luego las pieles. Las cuevas de mayor tamaño también presentaban lugares de reunión con grandes lajas a modo de asientos.
En algunos casos como refiere Espinosa, se habilitaban cuevas artificiales labradas en la toba volcánica, sobre todo en los territorios del sur de la isla. También se construían chozas de piedra seca con techumbre de paja en aquellos lugares en donde no existían cuevas apropiadas para habitación.
No existían los poblados propiamente dichos, sino que los individuos y grupos familiares se agrupaban según la disposición de las cavidades naturales.

## Industria

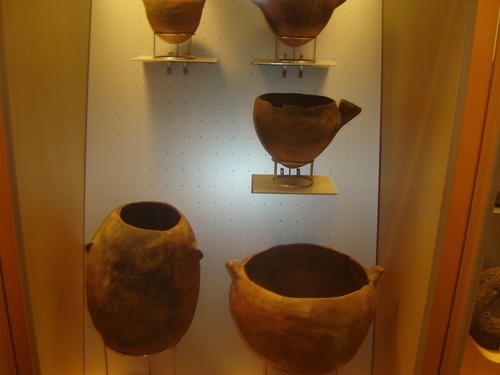
Vasijas guanches en el Museo de la Naturaleza y el Hombre.

La cultura guanche se caracteriza por un desarrollo cultural avanzado, que posiblemente está en relación con los rasgos culturales bereberes importados desde el norte de África, y por un desarrollo tecnológico pobre, determinado por la escasez de materias primas, dada la inexistencia de metales en la isla.
La industria del guanche se basaba en la piedra y el hueso principalmente, trabajando además la madera y un estilo de alfarería sin torno que ha sobrevivido en la cultura canaria.
Al contrario que en la mayoría de las culturas antiguas que surgieron en el entorno de islas oceánicas aisladas, en Tenerife no se han encontrado evidencias arqueológicas o documentales de la existencia de embarcaciones o conocimientos de navegación. Las crónicas de los primeros europeos llegados a Canarias recogen el hecho de que los guanches habían perdido por completo los conocimientos sobre navegación, de modo que las distintas islas permanecieron aisladas unas de otras durante siglos, desarrollando modos culturales diferentes.

### Indumentaria
La vestimenta del guanche consistía en una especie de capa hecha de piel de cabra u oveja amarrada con correas de cuero al cuello. Esta capa, llamada tamarco y común a todas las culturas aborígenes de Canarias, mantenía el pelaje del animal, utilizándose con este hacia dentro en invierno a modo de abrigo. Las mujeres además llevaban un camisón o traje talar sin mangas, constituido por dos piezas de piel gamuzada y cosida con correas de cuero. Los genitales eran cubiertos por una especie de faldilla de piel amarrada a la cintura denominada ahico, común a hombres y mujeres.
La habilidad en la costura de las pieles es destacado por los primeros historiadores, siendo un trabajo femenino llevado a cabo con punzones de hueso o espinas de pescado.
Las pieles eran teñidas de amarillo y marrón con tintes naturales, decorándose con trazados incisos horizontales y verticales en la cara interna del tamarco, que embellecería la pieza durante el invierno cuando el pelo quedaba junto al cuerpo.
Antonio de Viana apunta además al uso de unas especies de mangas de piel que cubrían los antebrazos llamadas huirmas y unas polainas o guaycas. También usaba el guanche de unas sandalias de cuero de cerdo denominadas xercos.
Para el historiador Juan Bethencourt Alfonso, el uso de todas las piezas de vestir estaba limitado a los estamentos nobles de la sociedad guanche, siendo un rasgo más de diferenciación social.

### Armas
Era también una sociedad guerrera, existiendo enfrentamientos entre los diferentes bandos sobre todo por hurtos de ganado o por invasión de territorios. Las armas que usaban eran lanzas, venablos, mazas o garrotes y piedras arrojadizas. A modo de escudo utilizaban sus propios vestidos —tamarco— enrollados en el brazo, o unas pequeñas rodelas de madera de drago. Los guanches eran educados en las artes de la guerra desde temprana edad, siendo muy diestros en el lance y esquive de proyectiles.

## Organización sociopolítica

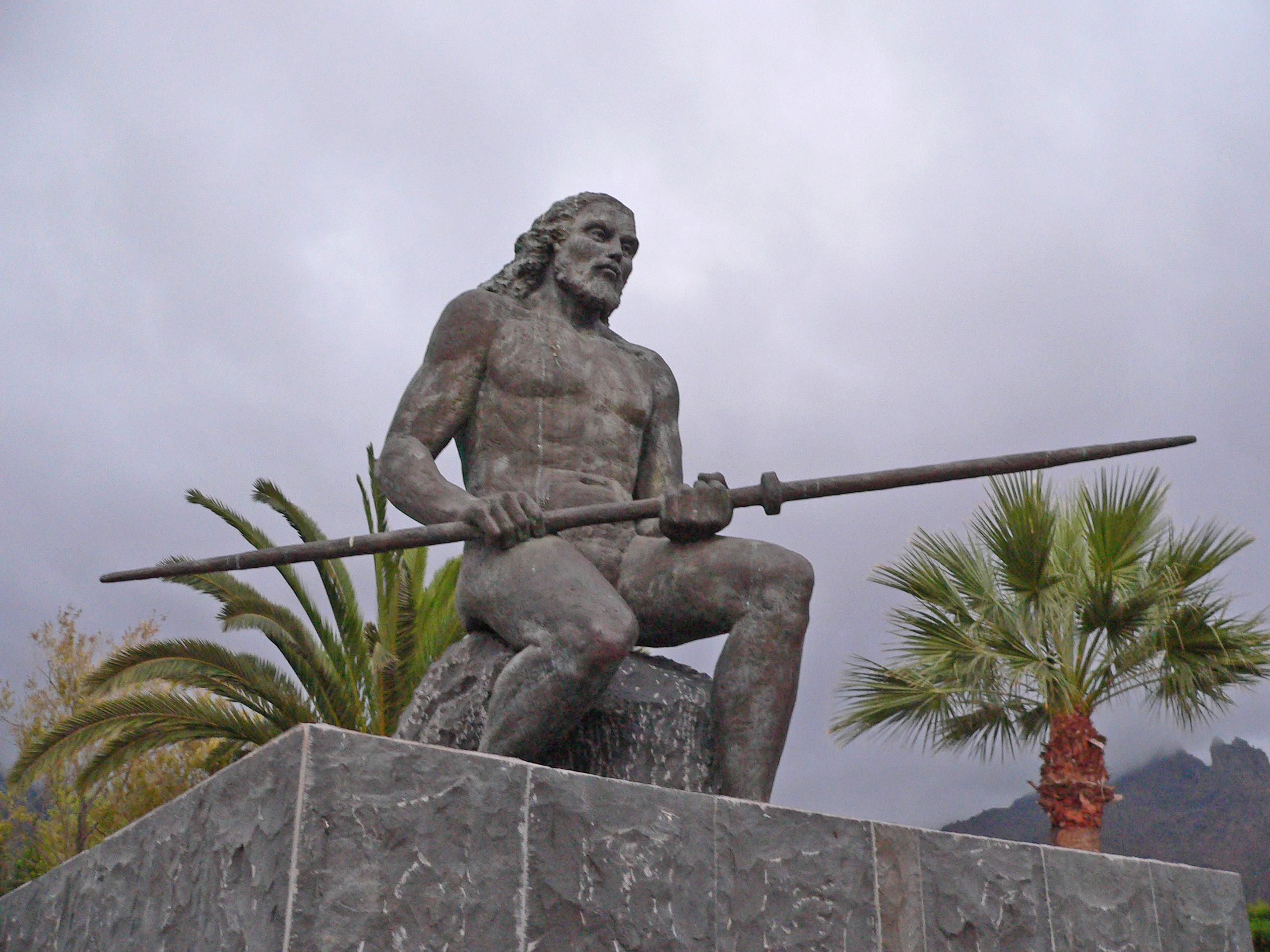
El mencey se hallaba en la cúspide de la estratificada sociedad guanche. Estatua de Inma Serrano ubicada en Adeje que representa al mencey Tinerfe el Grande.

### Estructura social y gobierno
Los guanches poseían una sociedad de jefatura fuertemente jerarquizada de manera piramidal, con un estamento de nobles que poseía la propiedad de los medios de producción −ganados y tierras− y otro plebeyo que aportaba la mano de obra para poner estos medios en rendimiento.
En la cima de esta jerarquía se hallaba el rey o mencey, encargado de la redistribución de los medios productivos, del que partían otros tres estratos por proximidad sanguínea. Así, la alta nobleza estaba formada por sus parientes más cercanos, los achimencey −'descendiente o sucesor del mencey'−, comparados por los primeros historiadores con la figura medieval del hidalgo. En segundo lugar se hallaban los cichiciquitzo −'descendiente de la cabellera', o figurativamente 'calidad opulenta'−, que se correspondía con la nobleza de segunda clase y que fue identificada con los escuderos europeos. En la base de la sociedad se encontraban los achicaxna −'descendiente del esquilo', 'tener aspecto rasurado', figurativamente 'calidad humilde'−, plebeyos o villanos.
La diferenciación social estaba representada por el aspecto físico, poseyendo los hombres nobles barbas y cabellos largos, mientras los plebeyos llevaban estos rasurados. También, según Bethencourt Alfonso, la indumentaria era diferente para nobles y villanos.
Al mencey ayudaban en su gobierno un consejo formado por nobles, los ancianos de la comunidad y algunos personajes relevantes. Esta asamblea se reunía en el tagoror, lugar donde era impartida además la justicia por el mencey. A este respecto, Abréu Galindo menciona que entre los castigos empleados se hallaban los azotes públicos dados con la vara del rey o añepa, no existiendo la pena capital. Al homicida se le condenaba al destierro y a indemnizar a la familia del fallecido con cabezas de ganado.

### División territorial

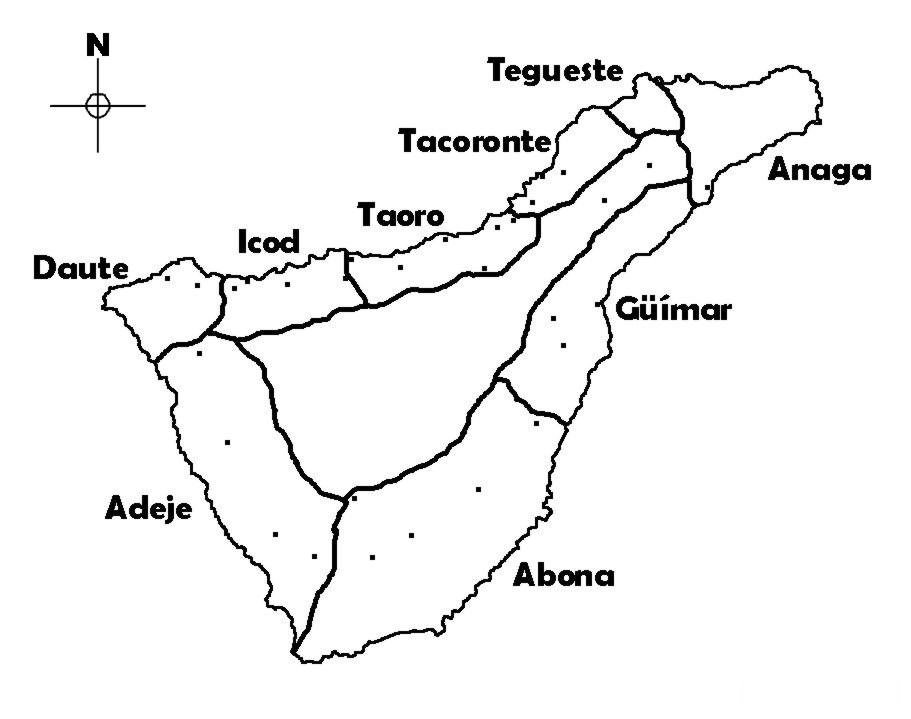
División de la isla en menceyatos. Los puntos corresponden a los núcleos urbanos de los modernos municipios.

A la llegada de los conquistadores la isla de Tenerife se encontraba dividida en varias demarcaciones territoriales autónomas denominadas menceyatos −neologismo popularizado a partir del siglo xix compuesto del vocablo guanche mencey y el sufijo castellano –ato, utilizado para señalar jurisdicción−.
El menceyato era la unidad político-administrativa en la que se desarrollaba la sociedad guanche bajo el liderazgo de un mencey. Constaba de un territorio con los suficientes recursos naturales para la supervivencia de los diversos grupos humanos, por ello los menceyatos del sur de la isla, más áridos y pobres, eran más extensos que los del norte, abundantes en aguas y pastos.
Según los historiadores, un único mencey con su corte en Adeje gobernaba toda la isla antes de la llegada de los europeos, pero a su muerte o vejez sus nueve hijos se dividieron el reino en otros tantos territorios, instituyéndose cada uno como mencey del mismo. Así, a la llegada de los conquistadores castellanos en el siglo xv, la isla se encontraba dividida en los menceyatos de:
- Abona
- Adeje
- Anaga
- Daute
- Güímar
- Icod
- Tacoronte
- Taoro
- Tegueste

El menceyato de Taoro mantenía un estatus superior frente al resto, siendo considerado el más poderoso de la isla y ejerciendo de primus inter pares. Su mencey tenía la consideración de Gran Rey.
Durante la conquista de la isla los menceyatos se dividieron entre aquellos que pactaron con los conquistadores, llamados bandos de paces —Abona, Adeje, Anaga y Güímar—, y los que se opusieron a la invasión o bandos de guerra —Daute, Icod, Tacoronte, Taoro y Tegueste—.

## Mundo mágico-religioso

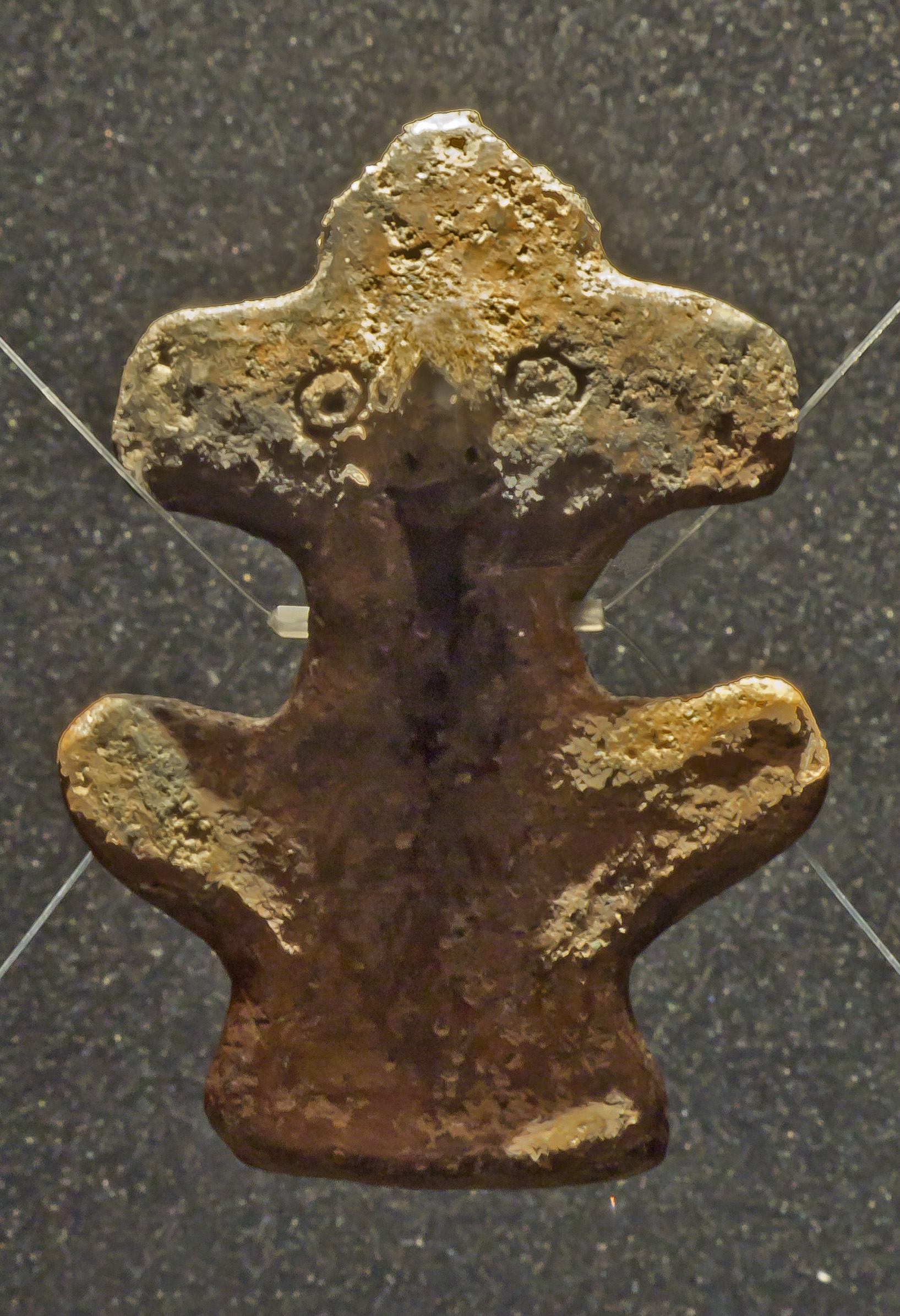
Idolillo de Guatimac, en el Museo Arqueológico del Puerto de la Cruz.

### Creencias
La mitología guanche tenía sus propios dioses, distintos en cada isla, pero ninguno común, aunque sí con conceptos comunes. La principal fiesta religiosa de los guanches era el Beñesmer, fiesta de la cosecha. Especialmente unidas a sus creencias estaban las momias guanches.
En Tenerife creían en Achamán (sinónimo de 'los cielos'). Era el dios bueno, el dios supremo, el dios de la suerte y de lo benévolo. Por otro lado estaba Guayota, el demonio, que habitaba en el interior de Echeide (el infierno), identificado con el Teide. Magec (el sol) era uno de los dioses principales. El término mago, con el que los terratenientes castellanos denominaban despectivamente a los agricultores de origen guanche tras la conquista, tiene su origen en el culto que le rendían dichos agricultores a fin de obtener buenas cosechas. También los guanches de Tenerife adoraron a una diosa Chaxiraxi, que traducido al español significaría la 'Madre del Sol' y/o 'La que carga al Rey del Mundo'.
En Tenerife, al igual que en otras islas, también existen indicios de un culto a los antepasados, conocido sobre todo por la momificación de los cadáveres. También creían en divinidades inferiores o domésticas guardianes de lugares específicos.
Poseían un mito creacionista que justificaba la división en castas de la sociedad. Según este mito el Creador había hecho primero a los nobles, a los que había dado los ganados, y después hizo al resto de la población, a los que dijo que debían servir a los primeros para subsistir.

### Ritos y celebraciones
Entre los aborígenes canarios, especialmente entre los guanches de Tenerife, el mes de agosto recibía en nombre de Beñesmer o Beñesmen, que era también la fiesta de la cosecha celebrada en este mes.

#### Sacrificios

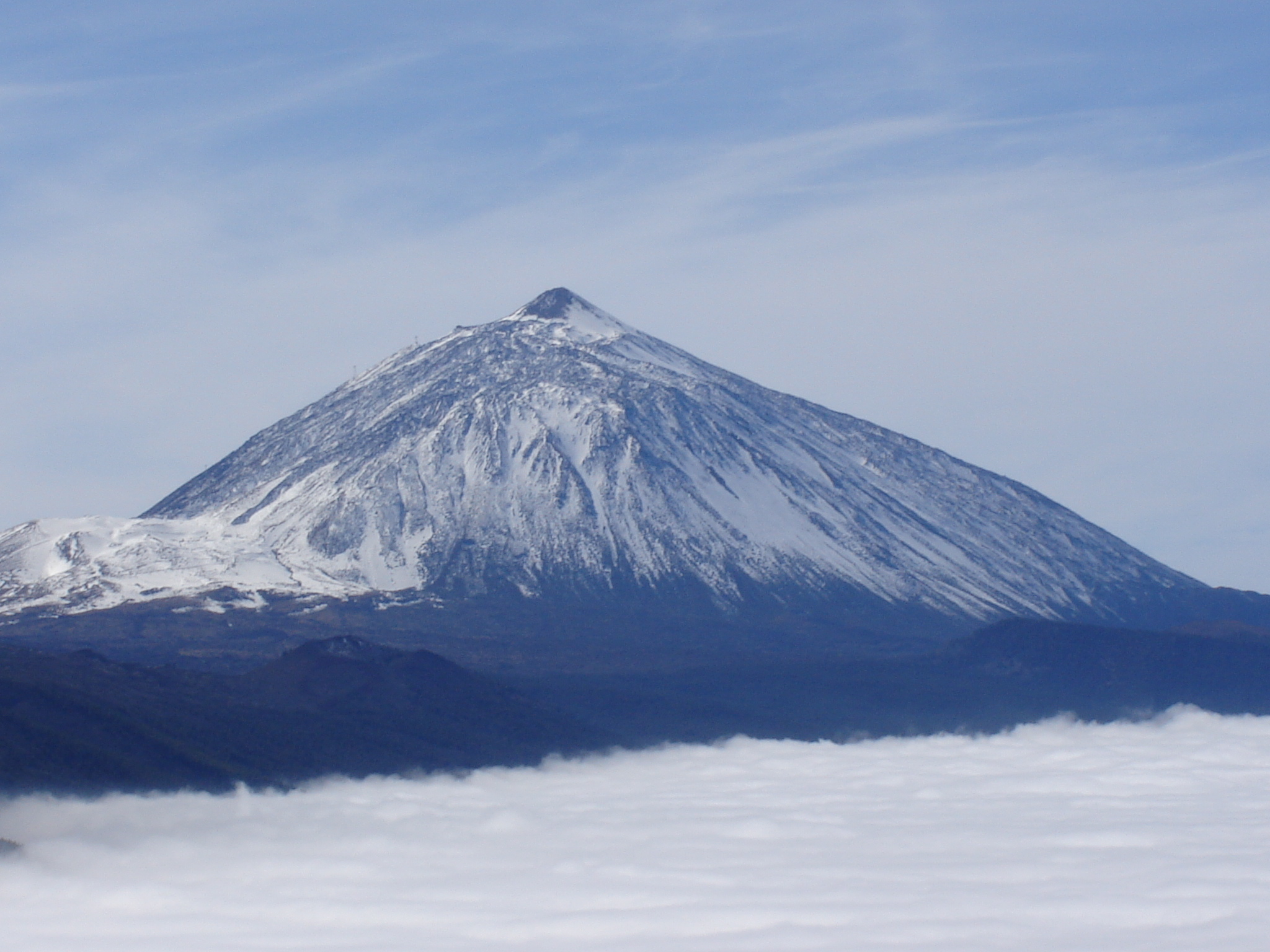
El Teide, morada del espíritu del mal Guayota según la mitología guanche.

Se trata de un rasgo muy poco conocido de los aborígenes Guanches, pero se ha comprobado tanto arqueológicamente como por las crónicas que estos realizaban tanto sacrificios de animales como sacrificios humanos.
Así, durante el solsticio de verano, los guanches tenían la costumbre de degollar a una parte del ganado y arrojarlo a una hoguera hasta que el humo subiera al cielo. Juan Bethencourt Alfonso afirmó, sin embargo, que los cabritos eran arrojados a la hoguera vivos con las patas atadas para que sus balidos fueran oídos por la divinidad. También en las otras islas se sacrificaban animales.
En cuanto a los sacrificios humanos ya Béthencourt Alfonso habla de que «hubo tiempo en que inmolaron víctimas humanas en los altares isleños», mencionando la presencia de un sacriﬁcio de un niño durante el solsticio de verano. De hecho, los guanches tenían por costumbre arrojar por la Punta de Rasca a un niño vivo justo a la salida del sol en el solsticio de verano. En ocasiones estos infantes provenían de cualquier menceyato de la isla, incluso del menceyato más alejado de la Punta de Rasca, el de Anaga. De esto se deduce que era una costumbre común de toda la isla.
También se conocen otros tipos sacriﬁcios humanos asociados a la muerte del mencey, donde hombres adultos se precipitaban al mar. Los embalsamadores que elaboraban las momias también tenían la costumbre de arrojarse al mar un año después de la muerte del mencey.

### Rituales funerarios

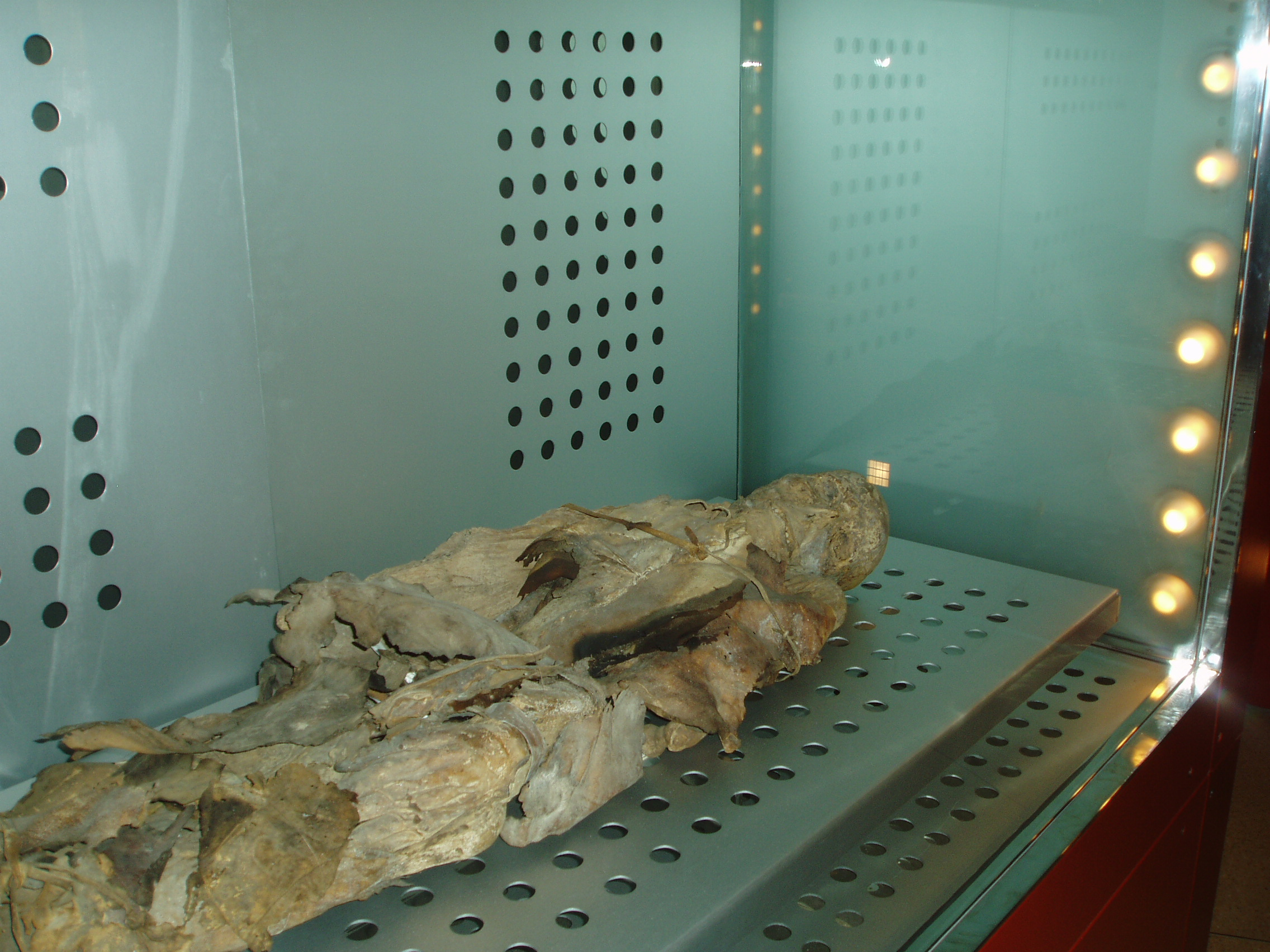
La conocida como «momia de San Andrés», en el Museo de la Naturaleza y el Hombre.

Esta costumbre estaba destinada a preservar el cuerpo del fallecido mediante técnicas de embalsamamiento muy similares a las que se realizaban en otras civilizaciones antiguas. Su finalidad, vinculada a sus creencias religiosas, era proteger al cadáver y también distinguir su relevancia social. La momificación que se practicó en Tenerife fue la que alcanzó mayor perfección en Canarias, y según investigadores actuales, probablemente Tenerife sea la única isla donde existió una intencionalidad clara de momificación de los difuntos.
Cabe resaltar que la momificación guanche es en muchos aspectos parecida a la practicada por los antiguos egipcios. Para preservar la corrupción en los cadáveres cuidaban mucho el proceso, el cuerpo, y sobre todo guardaban una especial memoria y honra a los difuntos. La momificación o mirlado, como le llamaron los primeros historiadores, no fue de uso general entre la población guanche, existiendo varios procesos que muestran cierta gradación en la práctica funeraria que corresponden a una diferencia social y económica entre las diferentes castas de su sociedad. Lógicamente las momias de sus reyes eran las que recibían mayores cuidados en la momificación. Los guanches, al igual que los antiguos egipcios, guardaban en ocasiones las vísceras de sus reyes.
En el año 1933 fue descubierta la mayor necrópolis guanche hallada hasta la fecha, la necrópolis guanche de Uchova en el municipio de San Miguel de Abona. Dicho yacimiento fue saqueado casi en su totalidad, calculándose que había entre 74 y 60 momias. El estudio de esta cueva funeraria reveló las particularidades de los ritos mortuorios aborígenes que hasta entonces se desconocían, como la colocación de los cadáveres y el acondicionamiento de sus lechos.

### Interacción con el cristianismo
En el año 2019 fue hallada una cruz grabada en la roca y orientada al sol, en un yacimiento guanche en el municipio de Buenavista del Norte en el noroeste de Tenerife. Se ha propuesto que el hallazgo podría revelar el supuesto conocimiento que los antiguos canarios tenían del cristianismo. No obstante, este símbolo fue encontrado en un megalito utilizado para rituales de fecundidad y como calendario solar.

## Lenguaje y escritura
Los textos etnohistóricos dejaron varias palabras del léxico guanche. En la siguiente tabla aparecen tanto las voces recogidas en las fuentes como aquellas que pasaron a formar parte del español de Tenerife, estas últimas marcadas con un asterisco:
| Término                                      | Traducción o definición                                                 |
| -------------------------------------------- | ----------------------------------------------------------------------- |
| Achano                                       | el año                                                                  |
| Achicaxna / Achicaxana                       | villano                                                                 |
| Achicuca                                     | hijo bastardo por divorcio de sus padres                                |
| Achimencey                                   | hidalgo, descendiente de reyes                                          |
| Ahico                                        | traje                                                                   |
| Ahof                                         | leche                                                                   |
| Ahoren                                       | cebada tostada y molida                                                 |
| Anepa / Añepa                                | bastón usado como enseña real                                           |
| Angoja* / Anguaja*                           | nombre común de algunas especies de Sonchus                             |
| Ataman                                       | 'el cielo'                                                              |
| Avehon / Auchon                              | cueva usada como despensa real                                          |
| Axa                                          | cabra                                                                   |
| Banot                                        | lanza de madera                                                         |
| Bejeque* / Bequeque                          | nombre común de las especies de Aeonium                                 |
| Beñesmer / Begnesmet                         | el mes de agosto                                                        |
| Chajasco*                                    | camilla de madera                                                       |
| Cancha                                       | perro                                                                   |
| Chacerquem / Chacerquen                      | arrope hecho con los frutos del mocán                                   |
| Chajil*                                      | nombre común de Convolvulus floridus                                    |
| Chajora*                                     | nombre común de las especies de Sideritis                               |
| Chamato                                      | mujer                                                                   |
| Cichiciquitzo / Cichiciquitza / Cichiciquico | escudero                                                                |
| Coran                                        | hombre                                                                  |
| Cucaha / Zucasa                              | hija bastarda por divorcio de sus padres                                |
| Eres*                                        | Hoyo en el fondo de los barrancos donde se acumulan agua y arena fina   |
| Gainás*                                      | porción de gofio cogido entre los dedos                                 |
| Goga*                                        | puñado de gofio en polvo                                                |
| Guaidil / Guaidín / Aguaidil*                | nombre común de Convolvulus floridus                                    |
| Guayca                                       | medias                                                                  |
| Hacichey                                     | legumbres                                                               |
| Haña                                         | oveja                                                                   |
| Huyrma                                       | mangas                                                                  |
| Irichen                                      | trigo                                                                   |
| Mencey                                       | el rey                                                                  |
| Mocán*                                       | nombre de la especie Visnea mocanera                                    |
| Oche                                         | manteca                                                                 |
| Quebehi / Quebihi / Quehebi                  | 'alteza'                                                                |
| Quebeque                                     | vasija de barro                                                         |
| Reste                                        | 'amparo y protección'                                                   |
| Sunta                                        | maza gruesa de madera                                                   |
| Tabona                                       | cuchillo de pedernal                                                    |
| Tafosa* / Tafós*                             | calostro                                                                |
| Tagoror / Tagoro*                            | lugar de reunión                                                        |
| Tamo                                         | cebada                                                                  |
| Tasasa*                                      | Agujero para meter la manija y hacer girar la piedra del molino de mano |
| Tesegue*                                     | cadáver. También persona, animal o cosa de gran tamaño                  |
| Xaxo                                         | momia                                                                   |
| Xerco                                        | calzado                                                                 |
| Yoya                                         | fruto del mocán                                                         |

## Contacto con otras culturas

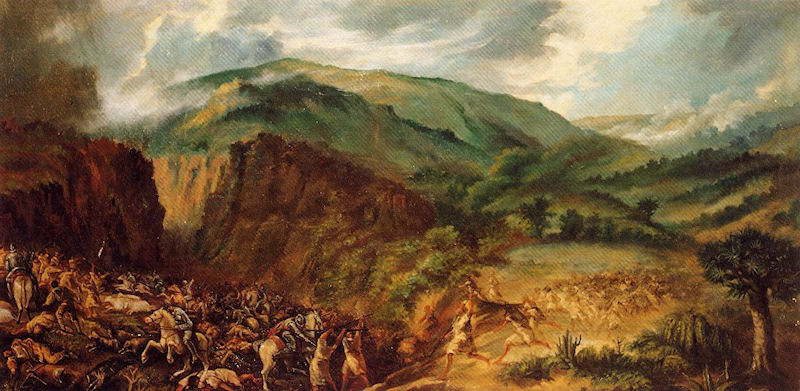
Representación de la «matanza de Acentejo» de Gumersindo Robayna, siglo xix.

Los primeros contactos de los guanches con europeos comenzaron en la segunda mitad del siglo XIV, cuando las islas eran visitadas esporádicamente por navegantes mallorquines. A partir de la llegada de los conquistadores normandos capitaneados por Jean IV de Béthencourt y Gadifer de La Salle en 1402, Tenerife fue lugar de frecuentes incursiones en busca de esclavos.
En 1464 se produce el primer intento de conquista de la isla. El señor de Canarias, Diego García de Herrera, pretende someter a los guanches, pero viéndose en inferioridad prefiere llevar a cabo un acto simbólico de toma de posesión, protocolarizado por el escribano de Fuerteventura Fernando de Párraga en la conocida como acta del Bufadero. Diego de Herrera se reúne con los nueve menceyes, que firman un tratado de paz con él y le permiten construir una torre. Sin embargo, la ruptura de las paces sobreviene hacia 1472, y los europeos son expulsados de la isla.
En mayo de 1494, Alonso Fernández de Lugo desembarca con las tropas conquistadoras en la zona de Añazo —Santa Cruz de Tenerife—. Tras atraerse la amistad de los cuatro bandos de paces —Abona, Adeje, Anaga y Güímar—, se reúne con el mencey Bencomo de Taoro en las proximidades de La Laguna. Las negociaciones no llevan a buen puerto y ambos bandos se preparan para el enfrentamiento. Lugo se repliega a su campamento de Añazo, mientras Bencomo forma una alianza con los demás menceyatos del norte en contra de los conquistadores.
A finales del mes de mayo, las tropas conquistadoras se internan en la isla sin mayores contratiempos hasta su llegada al reino de Taoro. En el barranco de Acentejo son cercados por los guanches, que derrotan completamente a los castellanos en la conocida como primera batalla o Matanza de Acentejo. Los supervivientes regresan a su campamento, embarcándose hacia Gran Canaria.

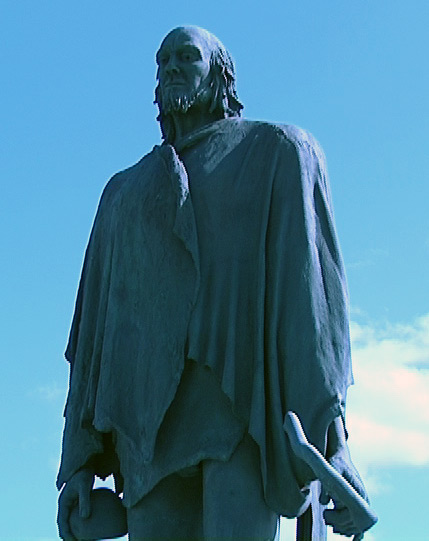
Estatua del escultor José Abad que representa una idealización de Bencomo, principal caudillo guanche durante la conquista.

Lugo reunirá en los meses siguientes capital para una nueva entrada, accediendo el duque de Medina Sidonia a enviar tropas veteranas a la conquista. A principios de 1495 Lugo envía un destacamento a Tenerife para reforzar el campamento de Añazo, renegociar las paces con los bandos guanches aliados y para construir una nueva torre en la zona de Gracia. En noviembre, llegadas y preparadas las tropas auxiliares del duque, Lugo vuelve a Tenerife.
El ejército conquistador avanza hacia la torre de Gracia. En las proximidades de este se encuentran acantonadas las fuerzas guanches, teniendo lugar el enfrentamiento conocido como batalla de la Laguna el 14 de noviembre. En este choque son derrotados los guanches, muriendo Bencomo y su hermano.
Terminada la batalla, los conquistadores se reagrupan en su campamento de Añazo, subsistiendo en los meses siguientes problemas de avituallamiento que posponen la campaña. Durante este tiempo los conquistadores se dedican a llevar a cabo campañas de castigo y correrías en los bandos próximos de Tegueste y Tacoronte. Asimismo, por este tiempo se propaga en los bandos de guerra una epidemia denominada «modorra guanche», enfermedad de la que mueren muchos guanches y que los investigadores relacionan con la gripe, la peste, un tipo de tifus o la rabia.
Resuelto el problema de avituallamiento, los conquistadores avanzan hacia el interior de la isla hacia el 20 de diciembre de 1495. El 25 de diciembre tiene lugar un nuevo choque en las cercanías del barranco donde fueran derrotados los conquistadores en 1494, denominado batalla de la victoria de Acentejo, resultando vencedores los europeos. Lugo y sus huestes llegan a Taoro, estableciendo un nuevo campamento en la zona del moderno núcleo de Realejo Alto.
Los guanches se encuentran cada vez más débiles. A lo largo de los meses siguientes se llevan a cabo por parte de los conquistadores incursiones y cabalgadas en los bandos de guerra. Finalmente, en mayo de 1496, los menceyes de guerra deciden rendir sus territorios en el acto de sumisión conocido como Paz de los Realejos.

## Supervivencias

### ADN guanche en el Caribe hispano
Un grupo de investigadores de universidades puertorriqueñas realizó un estudio del ADN mitocondrial que reveló que la moderna población de Puerto Rico tiene un alto componente genético taíno y guanche. Este tipo de genes guanches también se han detectado en la República Dominicana y Cuba.

## Guanches conocidos
- Acaimo
- Acaymo
- Adjoña
- Antón Guanche
- Añaterve
- Bencomo
- Beneharo
- Bentor
- Cathaysa
- Dácil
- Guacimara
- Guajara
- Guañameñe
- Ichasagua
- Pelicar
- Pelinor
- Romen
- Tegueste
- Tegueste II
- Tinerfe
- Tinguaro
- Zebenzuí

## Restos arqueológicos

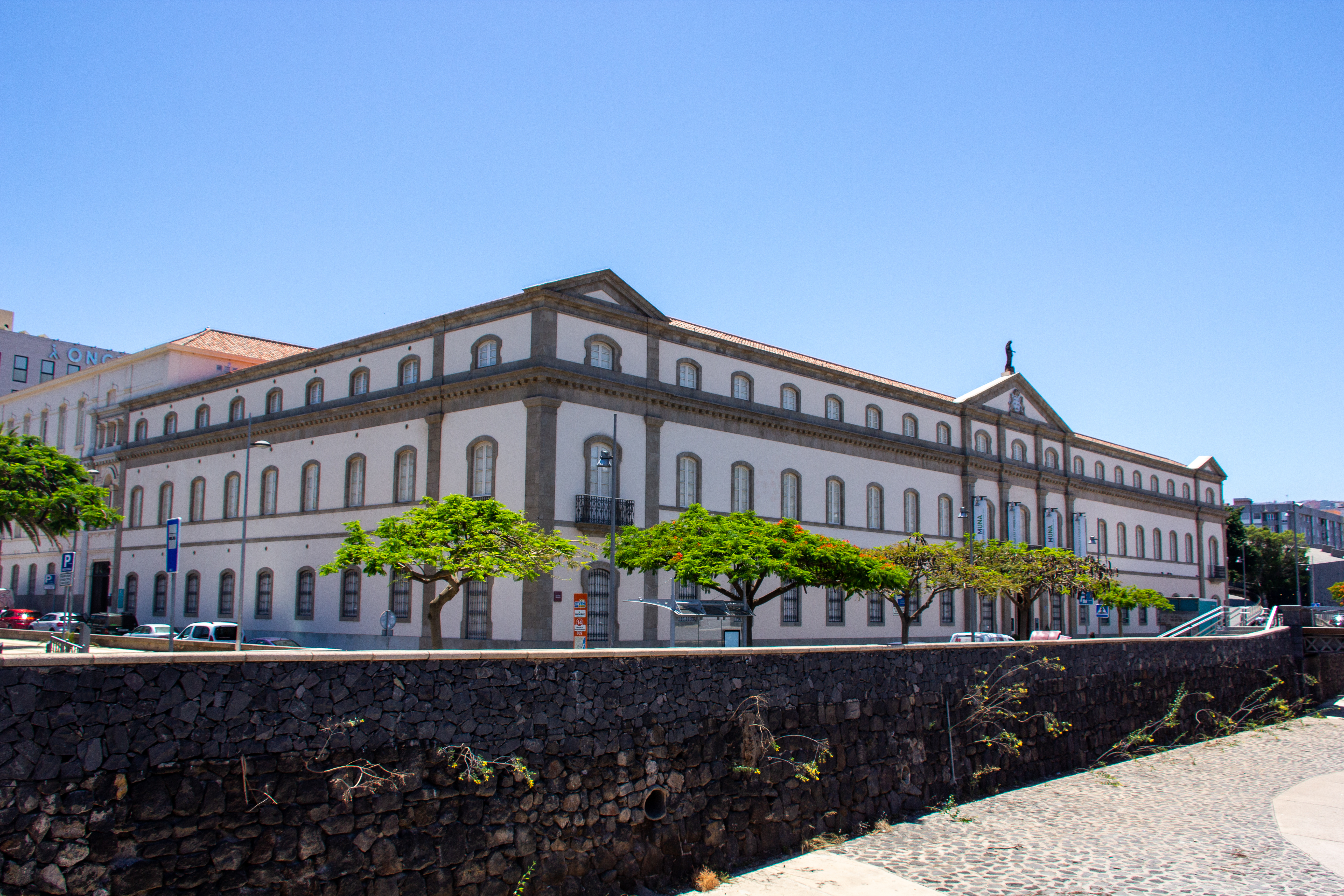
El Museo de la Naturaleza y la Arqueología en Santa Cruz de Tenerife posee la mayor colección sobre cultura guanche del mundo.

### Yacimientos arqueológicos
Entre los yacimientos arqueológicos tinerfeños destacan los siguientes que han sido declarados bienes de interés cultural en la categoría de zona arqueológica:
- Acantilados de San Juan de La Rambla y laderas de los barrancos de La Chaurera y Ruiz (término municipal de San Juan de la Rambla)
- Acantilados de Tacoronte y barranco de Guayonje (T. M. Tacoronte)
- Aripe (Guía de Isora)
- Barranco de Agua de Dios (Tegueste y San Cristóbal de La Laguna)
- Barranco del Muerto (Santa Cruz de Tenerife)
- Barranco del Pilar (Santa Cruz de Tenerife)
- Camino de Las Lajas (San Miguel de Abona)
- Cueva de Bencomo (Santa Úrsula y La Orotava)
- Cueva de los Guanches (Icod de los Vinos)
- Cuevas de Don Gaspar (Icod de los Vinos)
- La Barranquera (San Cristóbal de La Laguna)
- La Fuentecilla-Juan Fernández (Tacoronte)
- La Gallega (Santa Cruz de Tenerife)
- La Rasca (Arona)
- Ladera de Martiánez (Puerto de la Cruz)
- Las Partidas de Franquis (El Tanque)
- Las Toscas (Arona)
- Lomo Gordo (Santa Cruz de Tenerife)
- Morro Grueso (Adeje)
- Pico Yeje (Buenavista del Norte)
- Risco de La Sabina (La Victoria de Acentejo y La Matanza de Acentejo)
- Roque de Chijafe (Arona)
- Roque de Hígara (Arona)
- Roque de Jama-La Centinela (Arona)
- Roque de La Abejera (Arona)
- Roque de Malpaso (Arona)
- Roque de Vento (Arona)

### Museos
Los museos más importantes donde se muestran restos arqueológicos de la cultura guanche son:
- Museo de la Naturaleza y la Arqueología, en Santa Cruz de Tenerife;
- Museo Arqueológico del Puerto de La Cruz, en Puerto de la Cruz;
- Museo de Historia y Antropología de Tenerife, en San Cristóbal de La Laguna.